# Museu Nacional do Ressurgimento Italiano

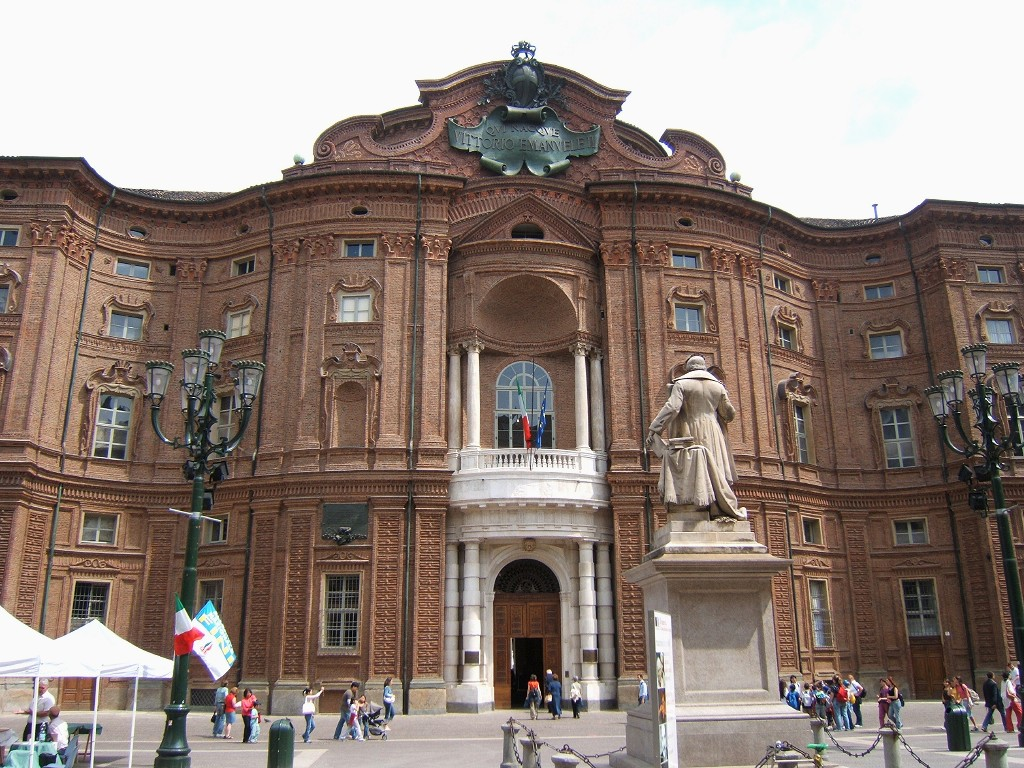
Fachada seiscentista do Palazzo Carignano, sede do Museo nazionale del Risorgimento italiano.

O Museo nazionale del Risorgimento italiano (em português: Museu Nacional do Ressurgimento Italiano) é um museu italiano sediado no Palazzo Carignano, em Turim. Trata-se de el mais importante museu histórico italiano. É dedicado, como indica o seu nome, ao período histórico do Risorgimento, a unificação política da Itália, que aconteceu no século XIX.

## História
A decisão de fundar o museu nasceu em 1878, poucos anos depois da unificação. Inicialmente esteve alojado na Mole Antonelliana, transferindo-se para o magnífico Palazzo Carignano em 1938.
Os objectos expostos são muito variados: armas, uniformes, documentos, manuscritos e obras figurativas. A exposição ocupa cerca de 3.500 metros quadrados, distribuidos por 30 salas, e cobre el período clasico del Risorgimento: a narração inicia-se no século XVIII e chega com la Primeira Guerra Mundial.

## O Palazzo Carignano

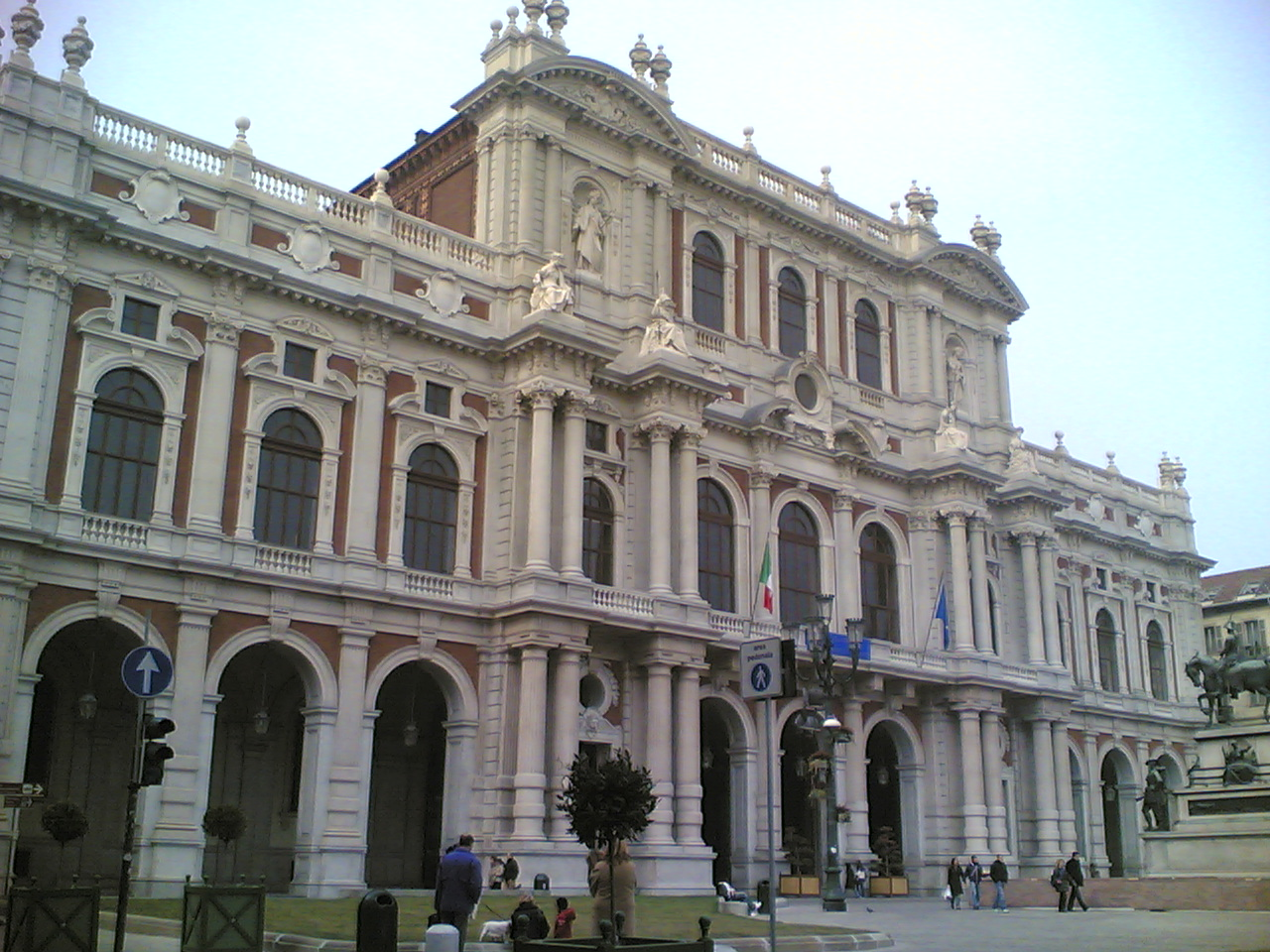
Fachada oitocentista do Palazzo Carignano, Turim

O museu está sediado no Palazzo Carignano, um magnífico palácio pertencente a um ramo secundário da Casa de Saboia, os Saboia-Carignano. Este palácio apresenta duas fachadas distintas: uma seiscentista, projectada por Guarino Guarini, que apresenta uma extraordinária superfície ondulada; e outra oitocentista, desenhada por  Gaetano Ferri, voltada para a actual Piazza Carlo Alberto, num estilo ecléctico em pedra branco e estuque rosa.